# Сунізм
Суні́зм  (араб. أهل السنة والجماعة або араб. أهل السنة) — найбільша течія ісламу та найбільша релігійна конфесія у світі. Вважається, що Мухаммед не призначив жодного наступника і що його найближчий сподвижник Абу Бакр (632—634) по праву змінив його на посаді халіфа мусульманської громади, будучи призначеним на зборах Сакіфи. Це розходиться з шиїтською точкою зору, згідно з якою Мухаммед призначив своїм наступником Алі ібн Абі Таліба (656—661). Проте суніти шанують Алі, а також Абу Бакра, Умара (634—644) та Усман (644—656) як «праведних халіфів».
Термін «суніт» означає тих, хто дотримується сунни, віровчення Мухаммеда. Коран, разом із хадисами (особливо Шестикнижжя) та іджмою (консенсусом вчених), є основою всієї традиційної юриспруденції в сунітському ісламі. Шаріатські правові рішення походять з цих основних джерел, у поєднанні з міркуваннями суспільного добробуту та правового розсуду, використовуючи принципи юриспруденції, розроблені чотирма правовими школами: ханафітською, ханбалітською, малікітською та шафіїтською.
У питаннях віровчення сунітська традиція підтримує шість стовпів іману (віри) та включає школи каламу (теології) Ашарити та Матуридизму, а також текстуалістичну школу Атарізму. Суніти вважають перших чотирьох халіфів Абу Бакра (632—634), Умара (634—644), Усмана (644—656) та Алі (656—661) рашидунами (правовірними) та шанують сахаба, табіїнив та табі ат-табіїнів як саляфи (попередників).
Сьогодні шиїти вважаються головною опозиційною групою сунітам, проте в середні віки сунітська самосвідомість сформувалася не тільки на противагу шиїтам, але й хариджитам, кадаритам та мурджіїтам. Суніти вважають себе «врятованою сектою» (al-firqa an-nāǧiya) та центром мусульман. З кінця XX століття між ашаритами та салафітами, які взаємно виключають один одного з сунізму, ведуться запеклі суперечки. Суперництво між цими двома групами проявилося і на двох сунітських конференціях у 2016 році: в той час, як на сунітській конференції в Грозному в серпні 2016 року салафіти, які практикують такфір, в тому числі й організація ІДІЛ, були виключені з сунітського ісламу, через кілька місяців у Кувейті відбулася друга сунітська конференція відбулася через кілька місяців у Кувейті, на якій салафізм був проголошений єдиною істинною формою сунізму.

## Поширення
За оцінками Pew Research Center у 2009 році, 87–90 % усіх мусульман світу є сунітами. Суніти становлять більшість мусульман у більшості ісламських країн (див. Список країн за кількістю мусульманського населення), але опитування Pew Research Center 2012 року показало, що сунітська ідентичність не є однаково сильною серед мусульманського населення в усіх цих країнах. У цьому опитуванні мусульман попросили віднести себе до однієї з наступних категорій: «суніти», «шиїти» або «щось інше». У той час як близько 90 % мусульман Йорданії, Бангладеш і Афганістані, Туреччині та Єгипті вважають себе сунітами, ця частка значно нижча в таких країнах, як Казахстан (16 %), Узбекистан (18 %), Малі (20 %), Індонезія (26 %) і Нігерії (38 %), які також вважаються країнами з сунітською більшістю. Багато опитаних там мусульман відмовилися ідентифікувати себе з певною релігійною групою і говорили, що вони «просто мусульмани».
Єдиними країнами, де суніти статистично не є найбільшою групою мусульманського населення, є Ірак, Іран, Оман, Ліван, Азербайджан і Бахрейн. В Іраку майже дві третини населення належать до шиїтів-двунадесятників, але є також такі регіони, такі як сунітський трикутник на північному заході країни, де суніти становлять більшість населення. В Ірані суніти становлять близько 9 % населення. Більшість сунітів належать до курдських, белуджських і туркменських етнічних груп і проживають у північно-західних і південно-східних прикордонних районах країни, хоча серед персів і арабів також є суніти. У Бахрейні близько 75 % населення є шиїтами, але в політичному житті з XVIII століття домінують кілька племінних сунітських сімей.
За даними REMID, у Німеччині проживає близько 2,64 мільйона сунітів. За даними «Релігійного моніторингу 2017», підготовленого Фондом Бертельсмана на основі опитувань мусульман, частка сунітів серед мусульман у Німеччині становить 61 %. При загальній кількості мусульман у Німеччині від 4,4 до 4,7 мільйона осіб, це означає, що сунітів у країні налічується від 2,684 до 2,867 мільйона осіб. За даними Religion Monitor, частка сунітів серед мусульман в Австрії становить 64 % (в абсолютних цифрах: близько 320 000), у Швейцарії на 51 % (в абсолютних цифрах: 172 380). У Великій Британії частка сунітів становить 75 % (еквівалентно 2,25 мільйона), у Франції — 52 % (еквівалентно 2,756 мільйона).

## Особливості сунізму

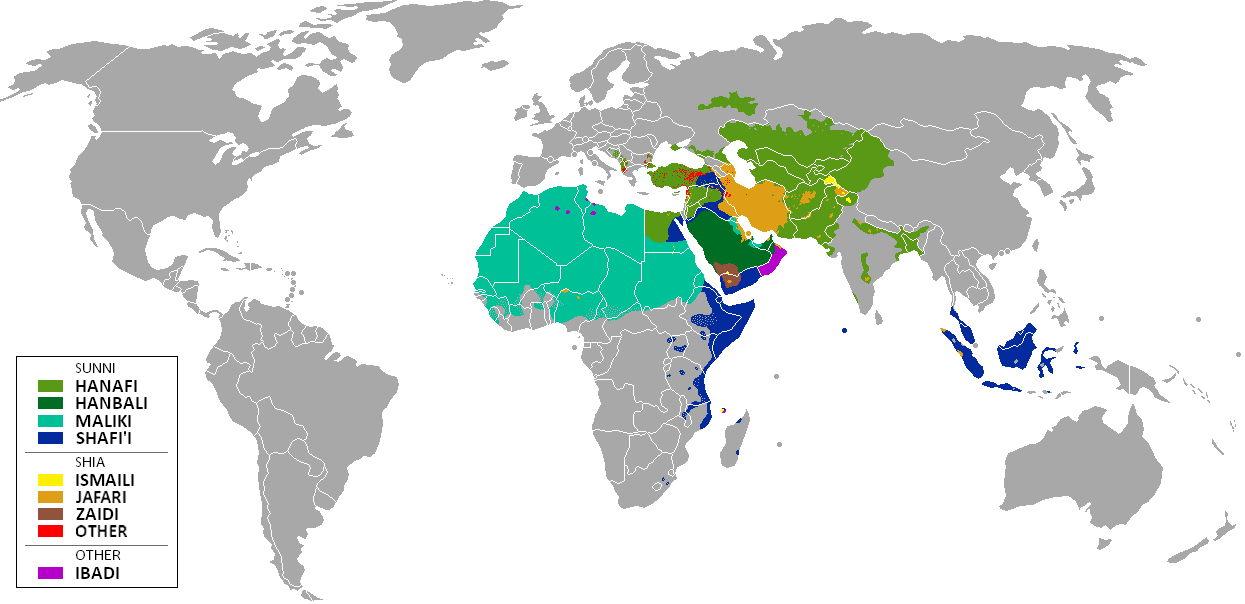
Поширення в світі трьох найбільших гілок ісламу: шиїзму, сунізму та ібадизму.

Суніти роблять особливий акцент на виконанні Сунни (вчинки і вислови Пророка, усна традиція, аналог усного Святого Передання у православ'ї) пророка Мухаммеда, на вірності традиції, на участі громади у виборі свого голови — халіфа. Основними ознаками приналежності до сунізму вважаються: визнання достовірності шести найбільших зведень хадисів (складених Бухарі, Муслімом, ат-Тирмізі, Абу Даудом, ан-Насаї и Ібн Маджі); приналежність до одного з чотирьох суннітських мазхабів (малікітського, шафіїтського, ханафітського і ханбалітського); визнання законності правління перших чотирьох («праведних») халіфів — Абу Бакра, Омара, Османа і Алі (шиїти визнають тільки Алі).
Суннізм як певна течія сформувався в XI столітті в боротьбі з шиїзмом і в протиставленні йому, але досі цей термін має набагато менш чіткий зміст, ніж термін «шиїзм».
Сунна (араб. ас-сунна) — у первинному сенсі означає «звичай, приклад, шлях, напрям (яким слід йти)». Під цим поняттям мається на увазі життєвий шлях пророка Мухаммеда як приклад для всіх мусульман.
Ще до Мухаммеда кожне арабське плем'я мало свою «сунну», тобто неписаний збір морально-правових розпоряджень, «звичаєве право» патріархально-громадського суспільства, які успадковані плем'ям від попередніх поколінь. Потреба в сунні — зведенні правил поведінки мусульманина у всіх життєвих ситуаціях — виникла після смерті пророка. Після його кончини виявилось, що розпоряджень, що містяться в Корані, недостатньо для вирішення всіх державних суспільних проблем. Виникла практика пошуку прецеденту, тобто, якщо рішення не можна було знайти в Корані, зверталися або до дій самого пророка (сунна), або до стародавніх звичаїв Медини (тим паче, що Мухаммед не відкидав родоплемінних законів). У крайньому випадку, удавалися до думки (рай) судді, який мусив вирішувати «по справедливості». Таким чином, вже на ранньому етапі формування мусульманської громади виникли дві тенденції. Перша пропонувала користуватися розпорядженнями Корану, що виходили від пророка, тобто, ґрунтуючись на документально зафіксованих нормах, друга допускала незалежну думку факіха, який повинен був брати на себе відповідальність за ухвалення рішення.
Первинне використання раї (особистої думки факіха) не набуло широкого поширення. Мусульмани воліли спиратися на вислови й дії пророка, які, бувши зафіксованими, стали другим, після Корану, джерелом відповідей на виниклі питання. Таким чином, дотримувати сунни означало наслідувати приклад Мухаммеда, наслідувати йому. У Корані трапляються вирази «сунна предків» (Коран, 8:39, 15:13, 18:53, 35:41) і «сунна аллаха» (Коран, 17:79, 33:62, 48:23), що означає практику, якої дотримувалися попередні покоління, або сам аллах. Поза Кораном під словом «сунна» мається на увазі ширше поняття. З часом сунна набула рис, що дозволяють ототожнювати її з поняттям «правовірність» у християнстві.
Дотримання правил, викладених у сунні, вважається обов'язковим для членів мусульманської громади. Звідси виникла назва «сунніти» — ті, хто дотримується шляху. Після смерті Мухаммеда на основі сунни вирішувалися багато практичних питань життя громади й навіть халіфату. Пропагандистами сунни спочатку були сподвижники пророка й члени його сім'ї, які зберегли в пам'яті вислови пророка, його вчинки або навіть мовчання в деяких ситуаціях. Згодом до сунни стали заносити приклади з життя чотирьох праведних халіфів — Абу Бакра, Умара, Усмана, Алі.
Проблема співвідношення сунни й Корану посідає важливе місце в трактатах з основ релігії (Усул ад-Дін). У працях з основ фікха в 9-10 вв. обговорювалося питання припустимості інших джерел вирішення правових казусів, окрім Корану й сунни.
Ісламська сунна містить норми державного, кримінального, майнового, сімейного права, а також пропонує стереотипи поведінки мусульманина в побуті. Спершу за основу взяли сунну Мухаммеда, що містить вчинки (фіал) і вислови (каул) пророка, зафіксовані його послідовниками у вигляді хадисів (хадис, множина ахадис — повідомлення, розповідь). Поява й подальше використання хадисів була обумовлена тим, що «божественних встановлень», викладених у Корані, виявилось недостатньо для вирішення безлічі питань, що поставали перед новими поколіннями мусульман. Важливим джерелом стали перекази про вчинки, мови, ради й рекомендації Мухаммеда його сучасникам. Ідеальний образ пророка, вождя, засновника держави, спочатку бідної і гнаної, але такої, що не побоялася виступити проти помилок своїх одноплемінників, людини, яку вибрав для своїх послань Аллах, викликав пошану і захоплення мусульман. Це був образ, з яким кожен міг звіряти свої вчинки. Тому вчення про пророка Мухаммеда, його слова й справи, стало важливою складовою частиною ісламу, увійшло до символу віри, до права, богослів'я, історіографії та літератури.
Інформація про вислови і вчинки пророка, про обставини, що супроводжували ту або іншу ситуацію, склали самостійний розділ арабської літератури. Кожне повідомлення супроводжувалося існадом — посиланням на безперервний ланцюг людей, що передавали цю інформацію. Як правило, це були люди з найближчого оточення Мухаммада — Абу Бакр, Умар, Айша, Алі, Абу Хурайра і ін. Відповідно до сталої традиції, що гіднішим був передавач, особливо останній у ланцюзі існаду (тобто найраніший), то правдивішою вважалася достовірність тексту (матн), що йшов за існадом. Найбільш достовірними хадисами були ті, які можна було прослідкувати за декількома ланцюжками передавачів.
Приблизно за два з гаком сторіччя кількість хадисів досягла астрономічних цифр: понад мільйон.
До початку VIII ст. у «науці про хадисів» (ільм аль-хадис) склалися три школи: мединська, іракська і сирійська. Тоді ж почалася письмова фіксація хадисів. Від початку етапу нічого не збереглося, але в другій половині 9 сторіччя існувало вже шість збірок хадисів, які надовго й міцно завоювали авторитет і переписувалися у великій кількості екземплярів. Серед сунітів найбільший авторитет мали шість збірок: Аль-Джамі ас-Сахіх аль-Бухарі (810—870); ас-сахих Мусліма ан-нішапурі (817—875). Меншу популярність мають Суннан Ібн Мажда (помер 886); Суннан Абу Дауда ас-Сиджістані (помер 888); Аль-Джамі аль-Кабір Мухаммада ат-тірмізі (помер 892); Суннан ан-Нісаї (помер 915).
Проте найавторитетнішою збіркою хадисів вважається Аль-Джамі ас-Сахіх, укладачем якого був Мухаммад аль-Бухарі. Він відібрав 7400 хадисів. Ас-Сахіх визнаний мусульманами видатним керівництвом по фікху (комплекс правил поведінки мусульманина). В інших збірках інтерес укладачів був зосереджений навколо тих або інших правил і норм побуту. Детально розглядається, що дозволене (мандуб), і що заборонене (макрух), як ставитися до ритуалу, їжі, одягу, взаємин між людьми, до укладення договорів про купівлі-продажу тощо.
Загалом на основі хадисів розробили систему стереотипів поведінки мусульманина, де всі вчинки людини розглядалися через призму п'яти понять: ваджіб або фард — «обов'язкові», мандуб — що «рекомендуються», мубах або джаїз — «дозволені» (але ті, що не припускають схвалення або нагороди), макрух — «не схвалювані» (але що не забороняються) і махзур — «заборонені». Згодом на основі хадисів створили серу — біографію (життя) пророка Мухаммада, що так само прокламує його життєві принципи.
У IX—X ст. ісламські богослови обговорювали питання про допустимість використання як «Усуль ад-Дін» (основ релігії) інших джерел, проте більшість їх відкинула таку можливість. Сунна є складовою частиною ісламської богословської освіти. При підготовці імаму і факихів (богословів-законознавців) знання сунни пророка є однією з необхідних умов авторитету релігійного діяча. У богослів'ї існує низка дисциплін, які безпосередньо засновані на сунні, за нею звіряються всі нововведення, інакше вони оголошуються бід'а (непотрібним нововведенням).

## Державно-правові ідеї
Суніти не визнають можливості посередництва між Аллахом і людьми після смерті Мухаммеда, заперечують ідею про особливу природу халіфа Алі та особливе право його нащадків на імамат, керівництво громадою. Для сунітських мусульман Коран є джерелом фундаментальних поглядів, а Суна — першим авторитетним його коментарем. Суніти заперечують порядки й звичаї різних релігійних меншин, відрізняються від шиїтів підходами до прийняття юридичних рішень, ставленням до іновірців, особливостями молитов та іншими аспектами ритуалу, цивільного права.
Халіф, глава держави за доктриною сунізму, був у принципі виборною особою. Його право на владу обумовлювалося не прямим зв'язком із божеством, а зв'язком і угодою з общиною, яка доручала йому замінити попереднього халіфа, той — заміняв свого попередника, і так аж до Абу Бакра, який заступив пророка Мухаммада. Такий характер легітимації влади відбився й у виборах халіфів, і в ритуалі присяги, і, нарешті, у терміні валій льахд, що зазвичай перекладають як «спадкоємець престолу», але який насправді означає «спадкоємець угоди» (з общиною). Формально члени общини вибирали зі свого середовища найгіднішого, а він, своєю чергою, повинен був стежити за правильністю дотримання вимог ісламу.
Правила життя вже були дані людям, і халіф, як будь-який інший член общини, був відповідальний перед Богом за їхнє дотримання. В ідеалі халіф не мав права ні скасовувати, ні змінювати, ні перетлумачувати ці правила.

## Сунітські державні установи
Одним із найважливіших навчальних закладів сунітського ісламу в усьому світі є Азхар в Єгипті. Стаття 32b, пункт 7 Єгипетського закону про Азхар від 1961 року передбачає, що Азхар «слідує шляхом сунітів» (manhaǧ ahl as-sunna wa-l-jamāʿa), Умма погодилася з основами релігії та застосуванням фікху з його чотирма дисциплінами. Лише ті, хто дотримується шляху своєї науки та поведінки, можуть стати «Членом Ради Великих Вчених» (haiʾat kibār al-ʿulamāʾ), серед яких обирається Великий Імам Аль-Азхар. Визнаними є Університет Зітуни в Тунісі та Університет Аль-Каравійїн в Марокко. Вони також згадуються, разом з Азхаром, у підсумковому документі сунітської конференції в Грозном.
Ще одним органом, який претендує на те, щоб говорити від імені сунізму, є Рада вищих релігійних вчених, заснована в Саудівській Аравії в 1971 році. У минулому комітет кілька разів виносив фетви про приналежність до сунізму деяких ісламських груп всередині країни. У 1986 році він опублікував фетву, що виключає громаду Ахбаш із сунізму. 1987 року Ісламська світова ліга в Мецці, що також фінансується Саудівською Аравією, ухвалила резолюцію, в якій заявила, що вважає сунізм чистим вченням часів Посланця і законним існуванням Халіфату. Однак Рада вищих релігійних учених здебільшого перебуває під контролем ваххабітських учених.
Управління у справах релігії Туреччини (Diyanet İşleri Başkanlığı) слідує релігійній політиці Османської імперії, надаючи сунітську інтерпретацію ісламу. Плани Комітету національної єдності в 1960-х роках перетворити управління Діянет на неконфесійну установу, що також інтегрувала б алевітів, провалилися через опір консервативного сунітського духовенства всередині та поза управлінням Діянета. Починаючи з 1990-х років, Діянет представляє себе як інституцію, що стоїть над конфесіями (mezhepler üstü). Релігійна освіта, організована владою в турецьких школах, базується виключно на сунітському розумінні ісламу.

## Цікаві факти
В Таджикистані, де абсолютна більшість таджиків сповідують сунізм, якому в 2009 році було надано статус офіційної релігії, Президент Таджикистану Емомалі Рахмон 11 липня 2023 року звернувся із заявою до своїх громадян відмовитися від носіння борід і хіджабів. За його словами, таджики повинні зберігати власні культурні традиції.

## Галерея

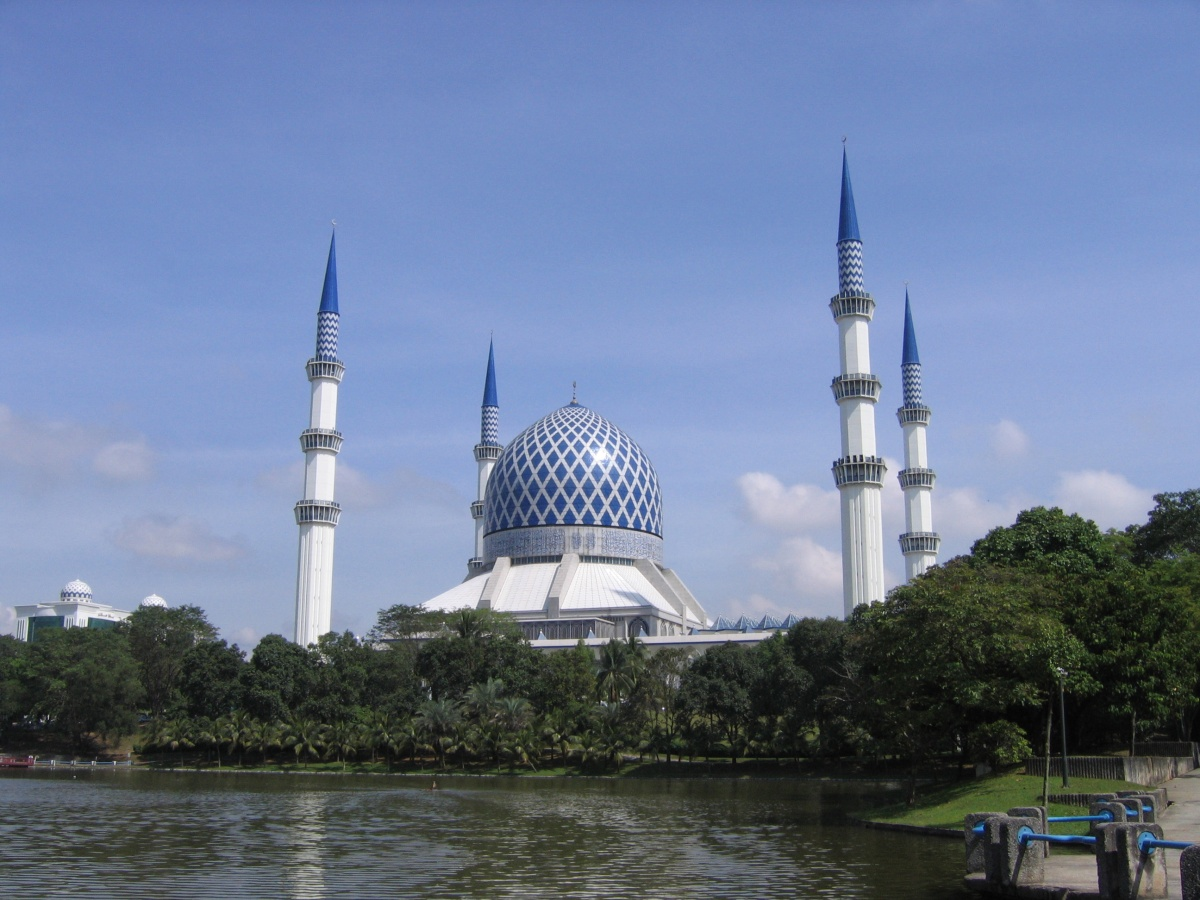
Мечеть султана Салахуддіна Абдула Азіза в Шах-Аламі, Селангор, Малайзія.
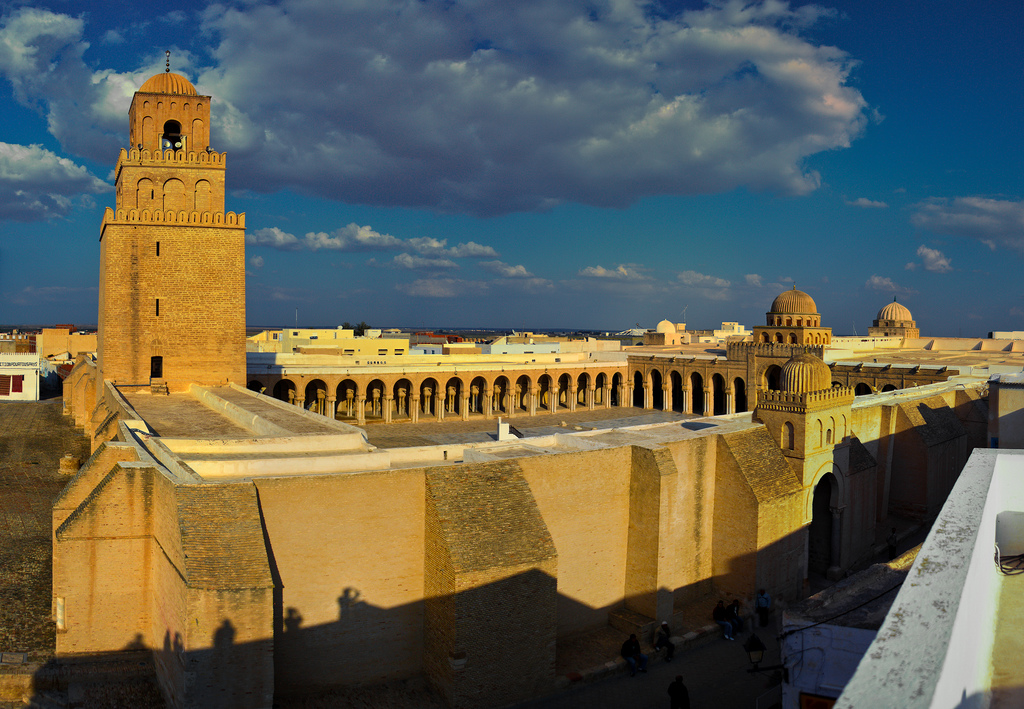
Велика мечеть Кайруана в місті Кайруан, Туніс, була, особливо з IX по XI століття, важливим центром ісламської освіти з акцентом на маликітський мазгаб.
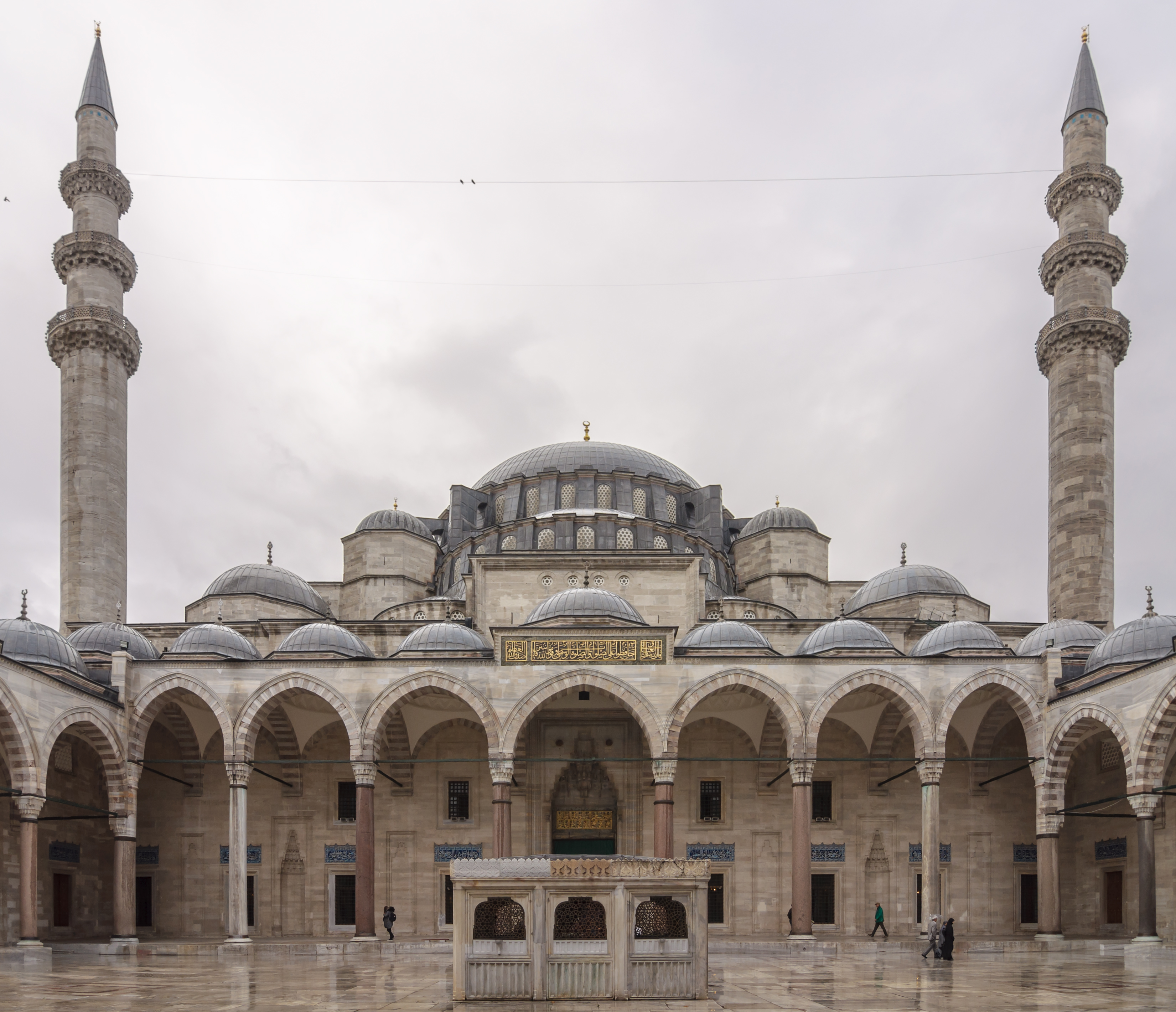
Мечеть Сулейманіє в Стамбулі.
Собор Святої Софії у Стамбулі.

## Інтернет-ресурси
- ІСЛАМ. Шиїти та Суніти